# Maria-Luise Egerer
Maria-Luise Egerer (* 14. September 1945 in Ober-Grafendorf als Maria-Luise Fuchs) ist eine ehemalige österreichische Politikerin (ÖVP) und Landwirtin. Sie war von 1993 bis 2003 Abgeordnete zum Landtag von Niederösterreich.

## Leben
Egerer besuchte nach der Volksschule eine Hauptschule und bildete sich in der Folge an einer landwirtschaftlichen Fortbildungs- und Hauswirtschaftsschule weiter. Sie arbeitete zwischen 1964 und 1967 im Gastgewerbe und übernahm 1967 die Führung des landwirtschaftlichen Betriebs ihrer Eltern. Sie engagierte sich neben ihrer beruflichen Tätigkeit als Bezirksbäuerin und Kammerobmannstellvertreterin und erhielt den Berufstitel Ökonomierätin verliehen. Zudem vertrat sie die Österreichische Volkspartei zwischen dem 7. Juni 1993 und dem 24. April 2003 im niederösterreichischen Landtag.

## Auszeichnungen
- 2003: Großes Silbernes Ehrenzeichen für Verdienste um die Republik Österreich[1]